# Мельников, Михаил Петрович
Михаил Петрович Мельников (1856—1900) — русский горный инженер и минералог.

## Биография
Родился в 1856 году; происходил из дворян Могилёвской губернии. Учился в Могилёвской гимназии, а затем в Горном институте, который окончил в 1878 году по первому разряду.
Сначала служил на каменноугольных рудниках, затем около 7 лет — в Горном департаменте.
Из командировки на Урал привёз в музей Горного института ценную коллекцию редких минералов. Состоя с 1893 года смотрителем музея Горного института и хранителем с 1896 года, будучи знатоком минералов, занимался обработкой и приведением в порядок коллекций музея; составил «Путеводитель по музею». Ему же принадлежат описания многочисленных минералов и месторождений Урала.
С 1880 по 1898 год, кроме поездки на Урал, неоднократно бывал в экспедициях в другие районы России: исследовал фосфоритные месторождения в Подольской и Бессарабской губерниях, а также в Архангельской губернии и в Лапландии на границе с Норвегией. Во время полевых сезонов на Урале в 1880—1882 гг. М. П. Мельников открыл новые месторождения циркона, топаза, валуевита, перовскита, берилла. Был членом Минералогического общества.
Умер 3 (16) марта 1900 года.

## Награды
Награждён российскими орденами Св. Станислава 3-й степени, Св. Анны 3-й и 2-й степени, Св. Владимира 4-й степени.
В 1898 году был награждён командорским крестом Румынской короны.